# Morgenroodbladroller
De morgenroodbladroller (Pammene aurita) is een vlinder uit de familie bladrollers (Tortricidae). De wetenschappelijke naam is voor het eerst geldig gepubliceerd in 1991 door Razowski.
De soort komt voor in Europa.